# Patara
Patara (lükiai nyelven: Pttara), később Arsinoe (Ἀρσινόη), ókori város Törökország területén, a mai Gelemiş közelében, közigazgatásilag Antalya tartományhoz tartozik. Virágzó kikötő és kereskedőváros volt Lükia délnyugati részén. 380-ban egy nagy földrengés pusztította el.

## Nevezetességei
Apollón-temploma, jósdája és kikötője az építészeti nevezetessége. Emellett arról híres, hogy itt született Szent Miklós, aki később a Mikulás-legenda alapjául szolgált, és aki a közeli Müra (Myra) városában szolgált püspökként.